# Criptoaritmo
Un criptoaritmo, criptoarritmo o criptoaritmética es un tipo de rompecabezas consistente en una ecuación con números desconocidos cuyos dígitos se representan con letras. La ecuación se basa típicamente en una operación aritmética, como la suma, la multiplicación o la división. A igual letra, igual dígito, y a distinta letra, distinto dígito.
El problema más conocido, publicado en julio de 1924 en Strand Magazine por Henry Dudeney, es:
```
    S E N D
+  M O R E
= M O N E Y
```

La solución es O = 0, M = 1, Y = 2, E = 5, N = 6, D = 7, R = 8, y S = 9.

## Otros ejemplos
```
SAGE + SUAVE + SAGE = 46 933 (2)
```

```
      D O S 
+     D O S 
+  T R E S 
= S I E T E
```

```
       EINS
+      EINS
+      EINS
+     EINS
=      VIER
```

```
       FLY
```

```
+      FLY
```

```
+      FlY
```

```
+      AWAY
```